# Clarence Horton Greene
Clarence Horton Greene (* 1894 in North Carolina; † 1961) war ein US-amerikanischer Old-Time-Musiker. Greenes Karriere umspannte die Jahre 1915 bis 1955, in denen er Fiddle und Gitarre unter anderem mit Clarence Ashley oder mit Byrd Moore spielte.

## Leben
Greenes Leben liegt größtenteils immer noch im Dunkeln. Greene wuchs in North Carolina auf und hatte drei Brüder, mit denen er als Greene Brothers String Band auftrat. Oft zog Greene mit seinem Freund und Musikpartner Walter Davis umher, spielte auf Straßen oder auf Veranstaltungen. Davis zufolge lernten beide von Blues-Musiker Blind Lemon Jefferson Gitarre zu spielen. Jefferson spielte für einige Zeit in Johnson City, Tennessee, wo auch Greene und Davis oft waren.
Greene und Davis gehörten Mitte der 1920er-Jahre einem Kreis von Musikern aus North Carolina an, die unter verschiedenen Namen für Gennett Records und Columbia Records Platten einspielten. Zu diesem Kreis gehörten Neben Greene auch Clarence Ashley, Gwen Foster, Byrd Moore, Walter Davis und Will Abernathy. Im Oktober 1928 spielte Greene einige Platten während Frank Walkers Johnson City Sessions ein, die bei Columbia veröffentlicht wurden. In den nächsten Jahren folgten weitere Aufnahmen, unter anderem als Mitglied von Byrd Moores Hot Shots und als Mitglied der Blue Ridge Mountain Entertainers.
Greenes letzten Aufnahmen vom Februar 1930 für Gennett blieben unveröffentlicht. Bis ungefähr 1955 ging er aber weiterhin der Musik nach. Clarence Greene starb 1961.

## Diskographie
| Jahr                    | Titel                                               | #                | Anmerkungen           |
| ----------------------- | --------------------------------------------------- | ---------------- | --------------------- |
| Columbia Records        |                                                     |                  |                       |
| 1927                    | On the Banks of the Ohio / Fond Affection           | 15311-D          |                       |
|                         | Johnson City Blues / Ninety-Nine Years in Jail      | 15461-D          |                       |
|                         | Pride of the Ball / Kitty Waltz                     | 15680-D          | mit den Wise Brothers |
| Victor Records          |                                                     |                  |                       |
|                         | Good-Night Darling / Sweet Bunch of Roses           | V-40141          |                       |
| Unveröffentlichte Titel |                                                     |                  |                       |
| 1928                    | - Johnson City Blues (alt. Version)                 | Columbia Records |                       |
| 1930                    | - The Lonesome Valley - Frankie Silver’s Confession | Gennett Records  | mit Byrd Moore        |